# Decathlon
Decathlon és una companyia i cadena francesa de distribució de material esportiu vinculada al grup Auchan, propietat de la família Mulliez. Els seus hipermercats es caracteritzen per estar ubicats arreu del món, per vendre productes al detall i per desenvolupar les seves pròpies marques de distribució.
La primera botiga de Decathlon va ser inaugurada a Lilla, França, el 1976. Deu anys després, la firma francesa va començar a traspassar fronteres: s'instal·là a Alemanya (1986); a Espanya (1992), amb una botiga a Montigalà (Badalona), aleshores subseu olímpica; i al Regne Unit, el 1999. Aquell mateix any, fa el salt al mercat dels Estats Units quan va comprar a Nova Anglaterra la cadena MVP, amb 20 botigues esportives que van passar a anomenar-se "Decathlon USA". Amb tot, una reestructuració va portar a tancar el 2003 quatre botigues a Massachusetts i, el mes de setembre de 2006, Decathlon va decidir sortir definitivament dels Estats Units a finals d'aquell any.
El setembre de 2021 va iniciar operacions en un nou centre logístic de 95.987 metres quadrats (tot i que la parcel·la que ocupa en té 170.000) a la Zona d'Activitats Logístics del Port de Barcelona, que va suposar una inversió de 53,4 milions d'euros i un reforç de la plantilla en 51 persones. L'immoble consta de dos edificis logístics de 46.610 metres quadrats cadascun, amb 112 molls de càrrega per camions i quatre molls de descàrrega de furgonetes. Completa la instal·lació un edifici de serveis i oficines d'uns 2.767 metres quadrats.

## Marques pròpies
La cadena és una de les poques botigues d'esports que desenvolupa i comercialitza les seves pròpies marques. Cada grup d'activitats té la seva pròpia marca. Són les següents:
- ALLSIX - Voleibol
- APTONIA - Triatló, nutrició i cura personal
- ARTENGO - Tennis
- ATORKA - Handbol
- B'TWIN - Ciclisme junior
- CAPERLAN - Pesca
- CANAVERAL - Dards
- COPAYA - Voleibol de platja
- DOMYOS - Dansa i gimnàstica escolar
- DREAMSCAPE - Snowboard
- EVADICT - Trail
- FENC'IT - Esgrima
- FLX - Criquet
- FORCLAZ - Muntanyisme
- FOUGANZA - Hípica
- GEOLOGIC - Tir amb arc, billar i bitlles
- GEONAUTE - Orientació
- INESIS - Golf
- INOVIK - Esquí de fons
- ITIWIT - Caiac i SUP
- KALENJI - Running
- KIPSTA - Futbol
- KOODZA - Petanca
- KOROK - Hoquei sobre herba
- KUIKMA - Pàdel
- MASKOON - Barranquisme
- NABAIJI - Natació
- NEWFEEL - Marxa esportiva, atlètica i nòrdica
- NYAMBA - Gimnàstica i pilates
- OFFLOAD - Rugbi
- OLAIAN - Surf i Bodyboard
- OPFEEL - Esquaix i Squash 57 (raquetbol o soft-ràquet)
- ORAO - Esports de vent
- OROKS - Hoquei sobre gel
- OUTSHOCK - Esports de combat
- OXELO - Roller i skate
- PERFLY - Bàdminton
- PONGORI - Tennis taula
- QUECHUA - Esports de muntanya
- RIVERSIDE - Ciclisme Trekking
- ROCKRIDER - Ciclisme de muntanya
- SANDEVER - Tennis platja
- SIMOND - Alpinisme
- SOLOGNAC - Caça
- SUBEA - Submarinisme, snorkel i pesca submarina
- TARMARK - Bàsquet
- TRIBAN - Ciclisme en ruta
- TRIBORD - Esports de vela
- URBALL - Frontennis
- VAN RYSEL - Ciclisme de carretera
- WATKO - Waterpolo
- WAIKRU - Boxa tailandesa
- WED'ZE - Esquí

Decathlon ha desenvolupat, també, components de marca pròpia que proporcionen un suport tècnic per als seus productes:
- Equarea - Tèxtil tècnic transpirable
- ESSENSOLE - Plantilles de calçat
- NOVADRY - Teixits impermeables i transpirables
- Stratermic - Roba tèrmica
- STRENFIT - Motxilles